# Сальвио, Эдуардо
Эдуа́рдо Анто́нио Са́львио (исп. Eduardo Antonio Salvio; 13 июля 1990, Авельянеда) — аргентинский футболист, вингер клуба «УНАМ Пумас» и национальной сборной Аргентины.

## Биография

### Клубная карьера
Эдуардо Сальвио начинал карьеру в «Ланусе». Сначала выступал за молодёжный состав, затем стал игроком основы. Дебютировал за клуб 24 августа 2008 года в матче против «Бока Хуниорс». 24 октября он забил свои первые голы в чемпионате, два раза поразив ворота «Архентинос Хуниорс». 22 января 2010 года мадридский «Атлетико» подписал форварда за 8 000 000 €. Также на него претендовали «Зенит» и «Галатасарай». Дебютировал за «матрасников» 28 февраля в матче 24-го тура против «Валенсии», выйдя на замену на 89-й минуте вместо Симан Саброзы. Первые голы забил 25 апреля в матче против «Тенерифе». В Лиге Европы сыграл 8 матчей, в том числе и финальный, где «Атлетико» победил. 20 августа был отдан в годичную аренду «Бенфике». За португальский клуб он сыграл 5 матчей в Лиге чемпионов, 6 — в Лиге Европы и 19 — в чемпионате Португалии.

### В сборной
Дебютировал за сборную Аргентины 20 мая 2009 года в товарищеском матче против Панамы. Аргентинская сборная, состоящая только из игроков Примеры победила 3:1. Также 22 декабря сыграл один неофициальный матч против Каталонии (2:4).

### Личная жизнь
Эдуардо Сальвио не женат, но встречается с Магали Аравеной, в начале 2012 года у них родился ребёнок.

## Достижения
- Чемпион Аргентины (1): 2019/20
- Обладатель Кубка Аргентины (1): 2019/20
- Обладатель Кубка Профессиональной лиги Аргентины (1): 2020
- Чемпион Португалии (3): 2013/14, 2014/15, 2015/16
- Обладатель Кубка Португалии (1): 2013/2014
- Победитель Кубка португальской лиги (2): 2010/11, 2013/14
- Обладатель Суперкубка Португалии (1): 2014
- Победитель Лиги Европы (2): 2009/10, 2011/12